# Club Sport Marítimo 2019-2020
Questa voce raccoglie le informazioni riguardanti il Club Sport Marítimo nelle competizioni ufficiali della stagione 2019-2020.

## Maglie e sponsor
| Casa | Trasferta |

Sponsor ufficiale: Betano
Sponsor tecnico: Nike

## Rosa
Rosa aggiornata al 5 settembre 2019
| N. |                       | Ruolo | Calciatore       |
| -- | --------------------- | ----- | ---------------- |
| 1  | Iran (bandiera)       | P     | Amir Abedzadeh   |
| 2  | Brasile (bandiera)    | D     | Bebeto           |
| 4  | Brasile (bandiera)    | D     | Marcão           |
| 5  | Mozambico (bandiera)  | D     | Zainadine Júnior |
| 6  | Brasile (bandiera)    | D     | Lucas Áfrico     |
| 8  | Argentina (bandiera)  | C     | Jorge Correa     |
| 9  | Brasile (bandiera)    | A     | Rodrigo Pinho    |
| 10 | Portogallo (bandiera) | C     | Danny (capitano) |
| 12 | Portogallo (bandiera) | A     | Edgar Costa      |
| 15 | Brasile (bandiera)    | C     | Jean Cléber      |
| 17 | Portogallo (bandiera) | D     | Rúben            |
| 21 | Portogallo (bandiera) | C     | João Gamboa      |

| N. |                           | Ruolo | Calciatore         |
| -- | ------------------------- | ----- | ------------------ |
| 23 | Argentina (bandiera)      | C     | Leandro Barrera    |
| 27 | Brasile (bandiera)        | C     | Fabrício Baiano    |
| 29 | Arabia Saudita (bandiera) | C     | Abdullah Al-Jouei  |
| 31 | Portogallo (bandiera)     | D     | Nanù               |
| 33 | Portogallo (bandiera)     | A     | Ricardo Valente    |
| 44 | Croazia (bandiera)        | C     | Josip Vuković      |
| 45 | Portogallo (bandiera)     | D     | Fábio China        |
| 89 | Grecia (bandiera)         | A     | Nikolaos Iōannidīs |
| 92 | Portogallo (bandiera)     | P     | Edgar Mendonça     |
| 94 | Brasile (bandiera)        | P     | Charles            |
| 95 | Camerun (bandiera)        | A     | Joel Tagueu        |
| 97 | Brasile (bandiera)        | C     | Aloisio Neto       |